# Nechamandra alternifolia
Nechamandra alternifolia ist eine Pflanzenart aus der monotypischen Gattung Nechamandra in der Familie der Froschbissgewächse (Hydrocharitaceae).

## Beschreibung
Nechamandra alternifolia ist eine submerse, ausdauernde, krautige Pflanze. Die Stängel sind dünn, verlängert und stark verzweigt. Die Blätter sind wechselständig, an der Stängelbasis aber auch gegenständig und zum Ende des Stängels hin dicht gebüschelt. Sie sind 2 bis 7 Zentimeter lang, 1 bis 1,5 Zentimeter breit, linealisch, mit spitzem Ende. Die Mittelrippe steht nicht hervor und unterscheidet sich von den anderen parallel verlaufenden Blattadern nur geringfügig. 
Die Pflanzen sind diözisch, die Blüten eingeschlechtig. Männliche Blütenstände sind gestielt und bestehen aus 60 bis 100 Blüten. Die Blütenstandsachse ist durchscheinend. Die Spatha ist ungefähr 5 × 4 Millimeter groß, häutig-durchscheinend, eiförmig und an der Spitze zweispaltig. Die männlichen Blüten sind winzig. Ihr dünner Blütenstiel ist ungefähr 0,6 Millimeter lang. Die drei Kelchblätter sind kronblattartig, eiförmig, weiß und transparent. Die drei Kronblätter sind klein und etwa gleich groß wie die Kelchblätter. Die zwei oder drei Staubblätter sind gegenüber den Kelchblättern angeordnet. Die Staubfäden sind dünn und ungefähr 0,3 Millimeter lang. Die Spatha der weiblichen Blüten ist ungefähr 5 Millimeter groß, röhrenförmig, sitzend und weist nur eine Blüte auf. Die weiblichen Blüten ähneln den männlichen. Die Kelchblätter sind 0,5 bis 1 × 0,4 bis 0,7 Millimeter groß. Die Fruchtknoten sind 5 bis 10 Millimeter groß, länglich, abgeflacht und an der Spitze in einen Schnabel verlängert. Die drei Griffel sind an der Spitze ausgerandet und dicht mit Papillen bedeckt. Die Frucht ist eiförmig-länglich oder linealisch. Die Samen sind zahlreich, länglich und winzig.
Die Art blüht und fruchtet im September und Oktober.
Die Chromosomenzahl beträgt 2n = 16.

## Vorkommen
Nechamandra alternifolia kommt in den südchinesischen Provinzen Guangdong und Guangxi, in Indien, Nepal, Sri Lanka, Bangladesch, Thailand, Birma und Vietnam vor. Sie gedeiht auch auf Sokotra.   Sie wächst in Teichen und Seen sowie langsam fließenden Flüssen und Kanälen.

## Belege